# Драган Галић
Драган Галић (Лозница, 15. мај 1966) српски је политичар. Садашњи је народни посланик у Народној скупштини Републике Српске и функционер Народне партије Српске (НПС). Бивши је функционер Партије демократског прогреса (ПДП).

## Биографија
Драган Галић је рођен у Лозници 15. маја 1966. године.
По занимању дипломирани инжењер техничке струке и развио је веома успјешан хоби и породичну дјелатност у области пчеларства.
У два мандата биран је за предсједника СО Шековићи.
Посланик је у Народној скупштини Републике Српске.